# Фантазм (психоаналіз)

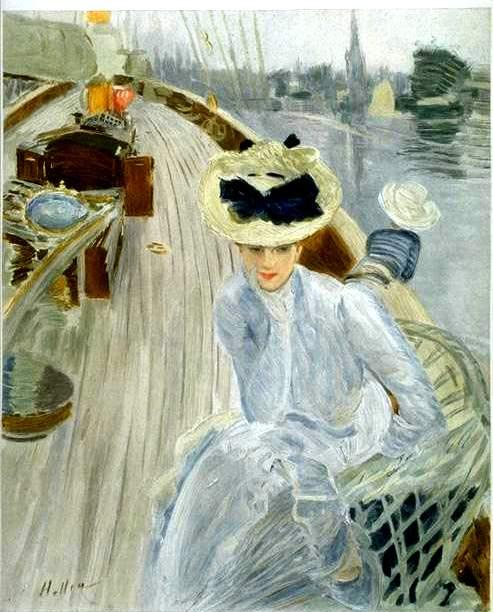
Rêverie (Мріяння), 1901, Поль Сезар Елле

Фанта́зм — багатозначне поняття, яке може означати:
- Образні сценоподібні уявлення, що виникають без реального подразника; відносять до галюцинацій і псевдогалюцинацій[1];
- Уявний сценарій, у якому виконується — хоча і в перекрученому захисному вигляді — те чи інше бажання суб'єкта (зрештою несвідоме). Це поняття характеризує в першу чергу змістовий і структурний елементи дії фантазування. Зазвичай під фантазмом розуміється сцена чи послідовність сцен і дій, що відображують прагнення до реалізації деякого бажання. Поняття фантазму в основному теоретизується в психоаналізі. З моменту свого виникнення психоаналіз цікавився змістом і структурою дії фантазування. За дією фантазування психоаналітик прагне виявити справжній зміст і причини виникнення фантазму. У Фрейда зустрічається слово «фантазія» (Phantasie). Крім поняття «фантазії» у Фрейда існує низка понять, які характеризують процес і результат фантазування в різних сферах людського життя. До них насамперед потрібно віднести «сни наяву», які є усвідомленими фантазіями; звичайні сни, зміст яких свідчить про певні фантазії, але які, на відміну від снів наяву, мають менш структурований характер в силу меншої опрацьованості свідомістю. До явищ, що свідчать про ті чи ті фантазії, можна віднести також і всі помилкові дії; будь-яка помилка, за Фрейдом, може бути розглянута як відхилення деякої дійсної ситуації на користь певної фантазії. Поняття ж фантазму з'являється у французькій психоаналітичній і філософській літературі як «переклад» слова «фантазія», «переклад», що враховує вироблений психоаналізом зсув сенсу поняття в бік фіксування змісту певної дії. Тому це поняття в певному сенсі адекватніше передає зміст феномена фантазування. Нині поняття "фантазм" вживається не тільки в психоаналізі, але й у філософії, літературній критиці і т. д. Сутність фантазму тісно пов'язана з сутністю бажання і визначається багато в чому розумінням останнього. Бажання ж в рамках європейського способу подання визначається через нестачу. На домінування такого способу визначення бажання вказують такі філософи як Жак Лакан, Жіль Делез і Фелікс Гваттарі, Жак Дерріда. Для Лакана брак є невіддільною властивістю буття, воно знаходиться одночасно і в уявному, і в символічному, здійснюючи їх з'єднання та зв'язок.[2];
- Фантазми пам'яті, що не мають характеру замісних, а вигадані хворим, щоб показати себе з гарного боку; розрізняються фантазми істеричні, при яких хворий нерідко сам вірить своїм вигадкам і паралітичні, що мають відбиток деменції і часто є складовою частиною паралітичної манії величі[1].